# Колесник Катерина Григорівна
Катерина Григорівна Колесник (1926 — до 2008 року) — українська радянська діячка сільського господарства, ланкова радгоспу «Червона Хвиля» у Великобурлуцькому районі. Герой Соціалістичної Праці.

## Життєпис
Катерина Колесник народилася у 1926 році на території Великобурлуцького району в українській селянській родині. Здобула початкову освіту, у 1944 році почала працювати у радгоспі «Червона Хвиля», через три роки вона очолила рільничу ланку. Того року радгосп зібрав рекордну кількість зернових культур. Особливо великі показники були у заготовленні озимої пшениці, зокрема ланка Колесник зібрала 37,6 центнера зерна з гектара на загальній площі у 25 гектарів. За що Президія Верховної ради СРСР указом від 13 березня 1948 року надала Катерині Колесник звання Героя Соціалістичної Праці з врученням ордена Леніна та медалі «Серп і Молот». Окрім неї, звання героя отримали ще вісім робітників «Червоної Хвилі», це був директор радгоспу Олександр Майборода, керівник 1-го відділу радгоспу Пилип Куценко та ланкові: Марія Губіна, Варвара Житник, Тетяна Лідовська, Пелагія Олійник, Ганна Пасмур і Варвара Сіренко. Станом на 2008 рік вона вже померла.

## Нагороди
- Герой Соціалістичної праці (13.03.1948)[1]
- орден Леніна (13.03.1948)[1]
- медаль «Серп і Молот» (13.03.1948)[1]
- медалі[1]